# 〜本人発信バラエティ〜 てっぺん!
『〜本人発信バラエティ てっぺん!』（ほんにんはっしんバラエティ てっぺん）は、ヨシモトファンダンゴTVで放送されていた、生放送のバラエティ番組。2005年4月11日番組開始。2005年11月25日に番組終了。

## 概略
ヨシモトファンダンゴTV（スカイパーフェクTV!ほか）およびインターネットの無料動画ポータルサイトcasTYで視聴することが出来た。また、「バトルカード・インパルセンス」のみ、テレビ神奈川で放送されていた。
吉本興業のお笑い芸人自らが番組内容を考案し、制作された。また、casTYでは、掲示板にリアルタイムで書き込みができ、それが番組中に紹介される、またはそれを用いた番組内容になっていた。
2006年1月14日と2006年6月3日には、「クイズ・マジジャン」がテレビ朝日の「ドスペ2」枠に移行する形で放送された。

### 放送
- 毎週月曜〜金曜 24:00〜25:00 生放送 （翌火曜〜土曜 再放送） - ヨシモトファンダンゴTV・casTY
  - テレビ神奈川でも一部放送されていた。

## 内容
| 曜日 | メインMC     | 番組名                                     | 出演者 |
| ---- | ------------ | ------------------------------------------ | --- |
| 月   | ペナルティ   | 全日本珍芸道連盟極珍会館                   | カリカ、ガリットチュウ、まちゃまちゃ、はいじまともたけ 極珍セピア：かじきマグロ、けんじる、チャド・マレーン（ジパング上陸作戦）、指圧野郎 |
| 火   | 木村祐一     | 木村祐一の語心術木村祐一の考えられへん！！ | 大山恵理乃、ゲスト |
| 水   | 千原ジュニア | クイズ・マジジャン                         | ゲスト |
| 木   | インパルス   | バトルカード・インパルセンス               | ゲスト |
| 金   | FUJIWARA     | FUJIWARAのバカスポ                         | ゲスト |

### 全日本珍芸道連盟極珍会館
顔芸、リアクション芸等、あらゆるお笑いの究極を追求する番組。

### 木村祐一の語心術／木村祐一の考えられへん！！
日常生活で怒りを抱いた出来事を、視聴者からの投稿も交えつつ紹介していく。

### クイズ・マジジャン
毎回4人の芸人・タレントが、麻雀とクイズを掛け合わせた番組オリジナルゲームで戦う。

#### ルール
- パネラーは4人。
- 予め各自に9枚の問題カードが配られた後、1人ずつ順番に山からカードを1枚引いて、要らない1枚を捨てていく。
- 問題カードの中には、赤い文字の「スペシャルカード」も混ざっている。
  - スペシャルカードでは、マジジャンテレパシー（出されたお題に対して、千原と答えを合わせる）、指令を実行する、大喜利（書かれたお題で千原を笑わせる）、簡単なゲームをクリアする等、クイズの問題以外の内容が書かれている。
- カードが捨てられた時、その捨てられたカードが欲しければ「いただき」を宣言して、そのカードを取る事ができる。
  - 2人以上が同時に宣言した場合は、先に宣言した方がカードを獲得。
  - 「いただき」は1人3回まで。また「いただき」で得たカードを捨てる事はできない。
- 手持ちの9枚（の問題）が全て分かれば、「リーチ」を宣言し伊達メガネを装着。その後分かるカードが来たら、「マジジャン」を宣言して、手持ちのカードと合わせた全10枚に1枚ずつ挑んでいく。
  - スペシャルカードが2枚以上無いと、「マジジャン」を宣言できない。
- 10枚全て正解で「ゴールデンマジジャン」の称号と賞金を獲得。ただし1枚でも失敗した時点で失格、ダメジャンシートに座らされる。ちなみにこのダメジャンシートは若干湿られているらしくそのときのリアクションも見ものとなっている。
- 放送時間が残り僅かになった時点で、ゴールデンマジジャンにもダメジャンにもならずに残っていたパネラー同士で「まあまあジャン」を賭けて戦う。各自、手持ちのスペシャルカードの中から千原に指定された1枚に挑み、その成否で「まあまあジャン」を決定。「まあまあジャン」に選ばれたら、称号とそれなりの賞金が贈られる。
- 放送中にゴールデンマジジャンが出なかった場合、賞金は翌週に繰り越しになる。

### バトルカード・インパルセンス
カードバトルの要素を組み合わせた大喜利対決。インパルス板倉俊之とゲストが対戦する。番組後期には、板倉を交えた4組によるリーグ戦が2度開催された。

#### ルール
- 基本的に、板倉vsゲスト芸人（1〜2人）の対戦。プレイヤーは「パルセンジャー」と呼ばれる。
- 放送に使われる大喜利のお題「キャプション」は、放送前に発表されており、視聴者が公式サイトの掲示板に、自分の回答を投稿する。
- パルセンジャーは各自、自分の側に投稿された視聴者の回答の中から8個、更に自分で考えた回答2個の計10個を手持ちのカードに記入する。
  - 同時に、板倉が選ぶであろう回答8個を予想するゲーム「インパル8」も開催しており、4個以上的中した視聴者には記念品が贈られる。
- 更に、10枚のカードの中からスプラッシュカード及びリカバリーカードを各1枚、シフト（作戦タイム）の間に決めておく。
- ゲームは、交互に手持ちのカードの中から1枚を出して、そのカードの回答を3人の審査員が1人2点満点で審査。3人の合計点がそのまま相手へのダメージとなる。
  - パルセンジャー自らが考えた回答で万が一0点を叩き出してしまった場合は、その回答は「インパル墓場」行きとなり、晒し者にされる。
- リカバリーカードの場合、ダメージではなく審査員の得点分だけ、自分のライフポイントが回復する。スプラッシュカードの場合、6点満点なら一気に10点のダメージを与えられる（5点以下なら攻撃失敗でダメージも0）。
- 双方が1回ずつ攻撃をしたら1ターン終了。最大10ターンまで行う。
- 予め20ポイント与えられた、相手のライフポイントを全て無くすか、全ターン終了時のライフポイントが多かった側の勝利となる。
- 番組末期には、途中に「イベントステージ」として、カードではなく見学に来ていた芸人から1人を指名して、その人の回答を攻撃に用いた。

### FUJIWARAのバカスポ
「バカ」をテーマにした様々な企画を行った。

#### コーナー
- バカグッズクイズ

珍品をクイズ形式で紹介。
- バカでもわかるにほんご！

お題の単語を面白い比喩で説明する。
- バカリアクション

## 収録場所
- パナソニックセンター有明スタジオ